# Antonio Garzoni Provenzani
Antonio Garzoni Provenzani (født 2. december 1906 i Rom, død 15. februar 1989 smst.) var en italiensk roer.
Provenzani var med til at vinde EM-guld i firer med styrmand ved EM 1931 i Paris.
Ved OL 1932 i Los Angeles stillede han op i firer uden styrmand. Bådens øvrige besætning bestod af Giliante D'Este, Francesco Cossu og Antonio Ghiardello (disse fire havde sammen med styrmanden Emilio Gerolimini vundet EM året forinden). Den italienske båd kvalificerede sig til finalen med sejr i det indledende heat, hvorpå den i finalen sikrede sig tredjepladsen efter Storbritannien og Tyskland, der vandt henholdsvis guld og sølv.
Provenzani vandt bronze i otteren ved EM 1934 i Luzern.

## OL-medaljer
- 1932:  Bronze i firer uden styrmand